# Cosworth
Cosworth ist ein britischer Motorenhersteller mit Sitz in Northampton. Bei Cosworth werden (Sport-)Motoren entwickelt, die sowohl in Straßenwagen als auch in Rennwagen Verwendung finden. Bekannt ist das Unternehmen durch sein langjähriges Formel-1-Engagement.

## Unternehmensgeschichte
Gegründet wurde Cosworth 1958 von Mike Costin und Keith Duckworth. Der Firmenname setzt sich aus den beiden Nachnamen der Gründer zusammen.
In den ersten Monaten nach der Unternehmensgründung betreute Cosworth zunächst die Motoren verschiedener Rennfahrer, darunter einen Coventry Climax FPF von Dennis Taylor. Mit der Entwicklung und dem Vertrieb von leistungssteigernden Komponenten für den Kentmotor des Ford Anglia 105 E für den englischen Clubrennsport konnte Cosworth sich in kurzer Zeit auf diesem Markt beinahe konkurrenzlos etablieren. Ausgehend vom Verkauf von Teilen sowie fertig montierten Rennmotoren entwickelten Costin und Duckworth verschiedene Zylinderköpfe für alle Hubraumvarianten aus der Baureihe der Ford-Kent-Motoren. International machten sie sich einen Namen mit Rennmotoren, wie etwa dem Cosworth DFV (Double Four-Valve).
1980 kaufte United Engineering Industries das Unternehmen. Duckworth ging 1989 in den Ruhestand, Costin blieb noch bis 1990 im Unternehmen. 1989 wurde Cosworth zusammen mit United Engineering Industries von Carlton Communications übernommen und 1990 an die Vickers Group verkauft. Nach dem Verkauf an Audi 1998 wurde Cosworth in Cosworth Technology und Cosworth Racing aufgeteilt. Cosworth Technology, das weiterhin unter anderem Motoren für Aston Martin (vor der Produktionsverlagerung nach Köln), den Audi RS4 (B5) und den Ford Focus SVT baut, verblieb bei Audi, während bei Cosworth Racing Ford die Kontrolle übernahm. 2004 wurde Cosworth Technology an die Mahle-Gruppe in Stuttgart verkauft und in Mahle-Powertrain umbenannt.
Im Jahr 2004 übernahmen die beiden amerikanischen Geschäftsleute Kevin Kalkhoven und Gerald Forsythe Cosworth Racing vom bisherigen Eigentümer Ford.

## Formel-1-Motoren

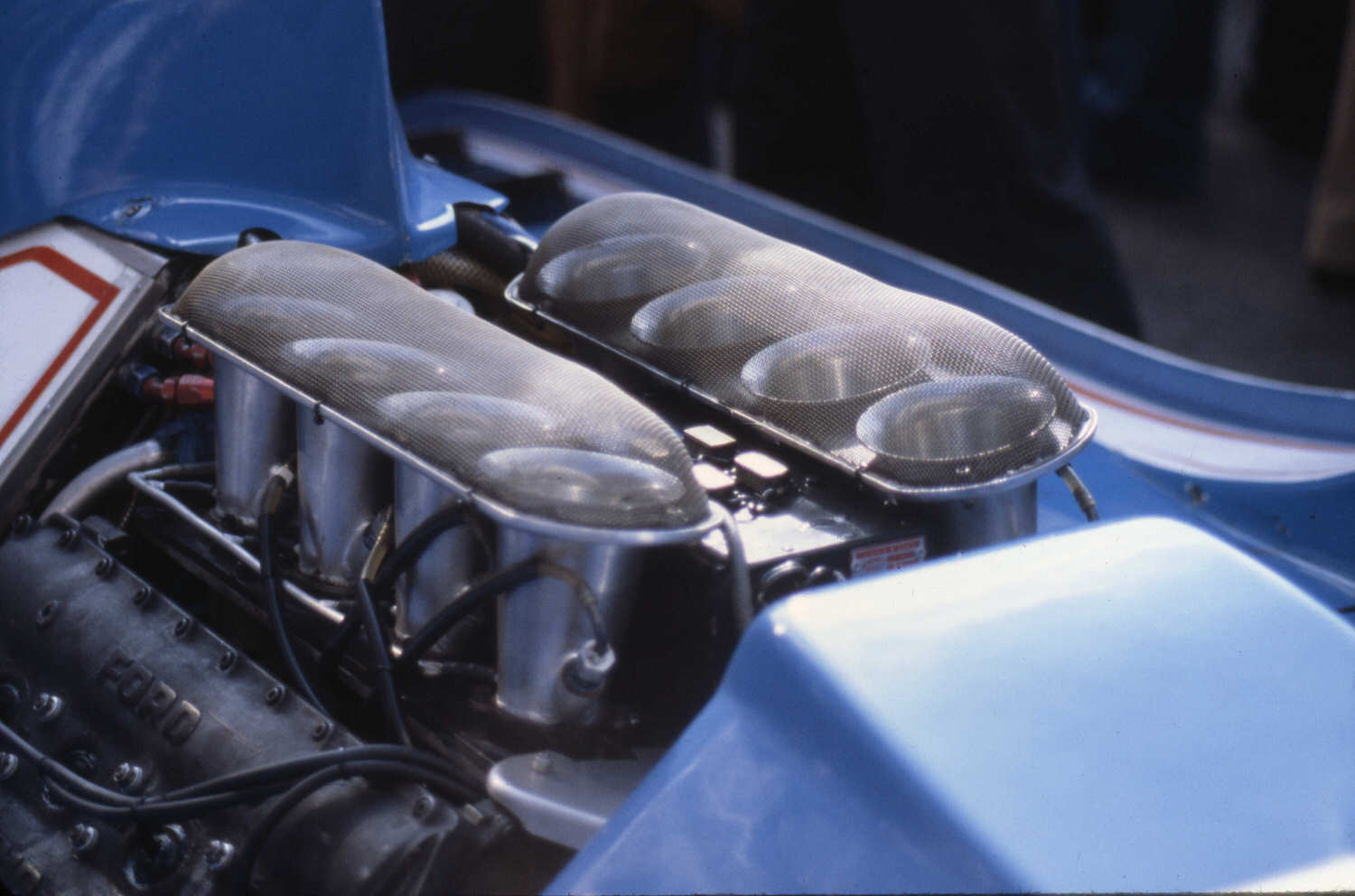
Cosworth-DFV-Motor, 1979

### Cosworth DFV
Cosworths bekanntester und erfolgreichster Rennsportmotor ist der DFV, der von 1967 bis 1985 von über 90 Teams in der Formel-1-Weltmeisterschaft eingesetzt worden ist. Seine Entwicklung wurde von Lotus initiiert und von Ford finanziert. Mit 155 gewonnenen Weltmeisterschaftsläufen, 12 Fahrer- und 10 Konstrukteurstiteln (Weltmeisterschaften der Hersteller) ist er der erfolgreichste Motor in der Geschichte der Formel 1. Verschiedene Weiterentwicklungen unter den Bezeichnungen DFY, DFZ und DFR wurden bis in die 1990er-Jahre in Rennwagen verwendet. Auch in anderen Rennklassen wie der Formel 3000 war der DFV erfolgreich.
Costin und Duckworth leiteten den DFV aus dem 1966 für die Formel 2 entwickelten FVA-Motor ab. Sie bauten zunächst einen Prüfmotor mit vier Zylindern, den FVB, um neue, für einen V-Motor geeignete Zylinderköpfe zu testen. Weiterhin entwickelten sie einen neuen Motorblock mit acht in zwei Reihen angeordneten Zylindern (V-Motor). Beides zusammen, die neuen Köpfe und der neue Block ergaben den DFV-Motor (Double Four-Valve: doppelter Vierventilmotor). Dieser Motor war einer der ersten Motoren in der Formel 1, der tragend in das Chassis integriert werden konnte und – als Antriebsstrang mit ZF-, Hewland- oder Colotti-Getrieben kombiniert – die Hinterradaufhängung aufnahm. Der Lotus 49 war der erste Wagen in dieser immer noch aktuellen Bauweise.
Bald belieferte Cosworth nicht nur das Lotus-Team. In den frühen 1970er-Jahren fuhren bis auf Ferrari fast alle Teams mit einem Cosworth-Motor. Zur hohen Zeit der Turbo-Motoren ab Anfang oder Mitte der 1980er-Jahre konnte der Motor keine Erfolge einfahren, weswegen eine drehzahlbegrenzte Version für die Formel 3000 abgeleitet wurde. Als die FIA ab 1987 wieder Saugmotoren zuließ, kehrte Cosworth mit einer 3,5 Liter großen, DFZ genannten Version des DFV in den Grand-Prix-Sport zurück.

### Cosworth GBA

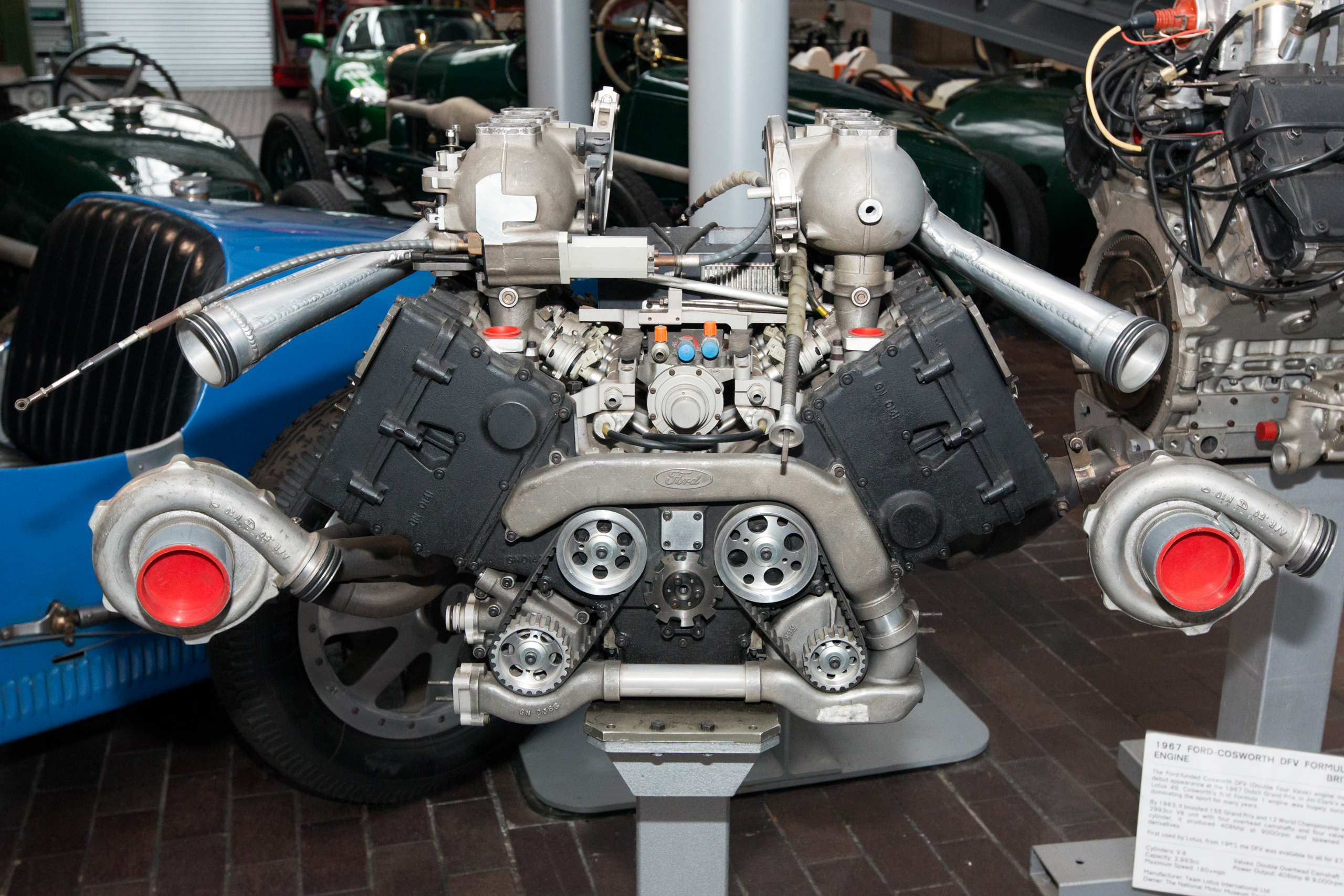
GBA

Cosworth-Gründer Keith Duckworth stand der Turbotechnologie in der Formel 1 kritisch gegenüber; er hielt sie für regelwidrig. Erst 1983, als alle Spitzenteams der Formel 1 bereits Turbomotoren verwendeten, entschloss sich Cosworth auf Druck von Ford, einen eigenen Turbomotor zu konzipieren. Wie schon beim DFV finanzierte Ford die Entwicklung. Die Arbeiten begannen im Herbst 1984. Nachdem die Ingenieure anfänglich ein Vierzylinderkonzept verfolgt hatten, stellte Duckworth im Dezember 1984 auf einen Sechszylinder-V-Motor um. Der Motor erhielt bei Cosworth die werksinterne Bezeichnung GBA; in den Meldelisten erschien der Motor allerdings als Ford TEC oder TEC-Turbo. Anders als der DFV war der GBA nicht allgemein verfügbar. Ford hatte das alleinige Recht, über die Verwendung des Motors zu entscheiden. Der GBA debütierte 1986, dem einzigen Jahr, in dem alle Rennställe mit Turbomotoren antraten, beim Team Haas (USA), das wirtschaftlich schwach aufgestellt war und keine hinreichende Basis für die Weiterentwicklung des Motors darstellte. Für die Saison 1987, in der Cosworth bereits wieder mit Saugmotoren vom Typ DFZ vertreten war, gab Ford den GBA exklusiv an das britische Benetton-Team, das unter anderem zwei dritte Plätze mit ihm einfuhr. 1988, im letzten Jahr der Turbo-Ära, wurde der GBA nicht mehr eingesetzt. Die notwendige Anpassung an die zwischenzeitlich für diese Saison verfügten Regeländerungen sahen Ford und Cosworth als zu aufwendig an.

### Cosworth DFZ und DFR

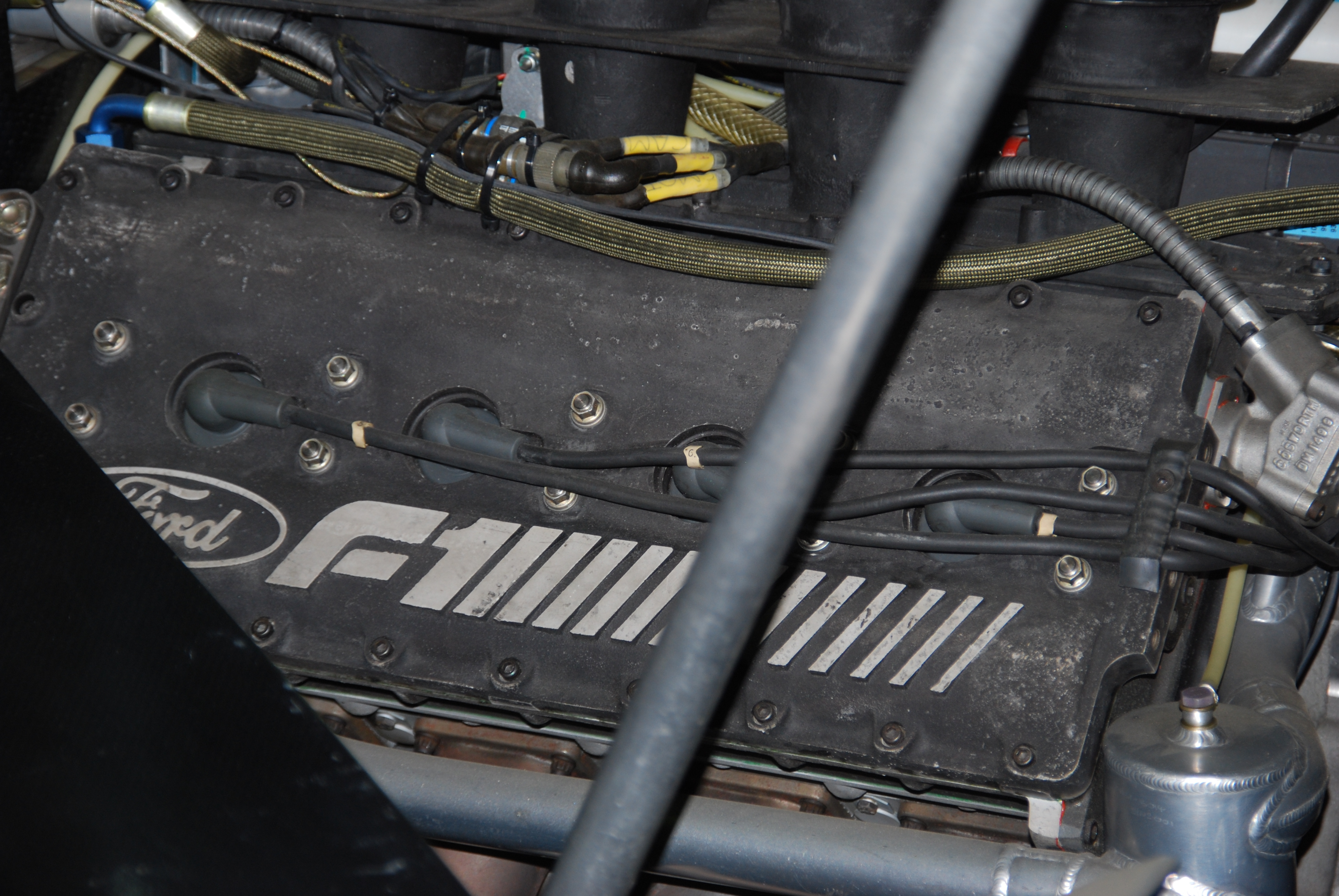
Cosworth DFR

Mit der Wiederzulassung von Saugmotoren in der Saison 1987 stieg Cosworth wieder in das Kundenmotorgeschäft der Formel 1 ein. Anders als zu Zeiten des DFV differenzierte das Unternehmen ab 1988 zwischen Benetton als Vorzugskunden, der jeweils einen aktuellen Exklusivmotor erhielt, und den übrigen Kunden, für die ein Basistriebwerk bereitstand. Für 1987, als Benetton noch mit GBA-Turbos fuhr, hatte Cosworth den DFZ im Programm, eine auf 3,5 Liter Hubraum vergrößerte Version des DFV. Die Betreuung dieser Motoren erfolgte ausschließlich über unabhängige Tuner. Anfänglich war Heini Mader Racing Components der einzige Aufbereitungsbetrieb, später kamen Hart, Langford & Peck sowie Tickford hinzu. Für die Saison 1988 entwickelte Cosworth den DFZ zum DFR weiter, der in diesem Jahr exklusiv an Benetton ging, während alle anderen Cosworth-Teams weiterhin mit DFZ-Motoren fuhren. 1989 erhielt Benetton dann exklusiv den neu entwickelten HB-Motor, der keine Verwandtschaft mehr zum DFV hatte. Für die Kundenteams gab es daneben weiter den DFZ und ab 1989 auch den DFR. Als frei verfügbare Kundenmotoren wurden die DFZ und DFR von mehr als einem Dutzend kleiner, zumeist schwach aufgestellter Teams genutzt. Bis zur ersten Hälfte der Saison 1990 ermöglichten sie einige zweite und dritte Plätze, schafften aber – anders als der DFV – keine Siege. In ihrem letzten Jahr waren sie nur noch Lückenfüller.

### Die HB-Serie

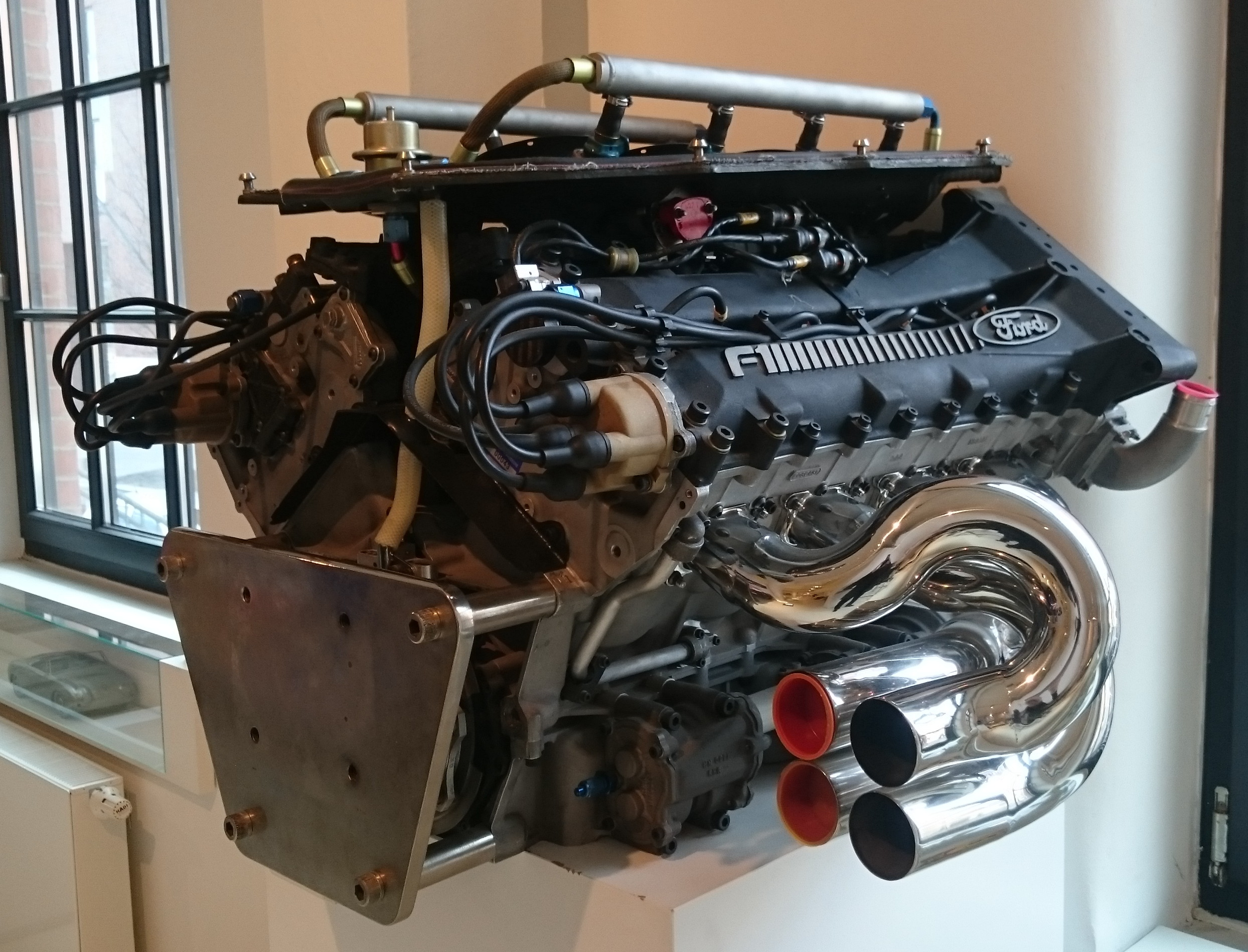
HB4 3,5 Liter V8 aus dem Jordan 191

1988 entwickelte Cosworth mit dem HB (auch: Ford HB) den ersten zielgerichtet für die 3,5-Liter-Formel bestimmten Saugmotor. Er hatte keine Gemeinsamkeiten mehr mit dem DFV und seinen Nachfolgern DFZ bzw. DFR. Der HB war wiederum ein Achtzylinder-V-Motor. Sein Bankwinkel betrug 75 Grad. Daten zu Bohrung und Hub bzw. Hubraum oder Gewicht gab Cosworth nicht bekannt. Allerdings waren die Abmessungen deutlich knapper als beim DFV/DFZ/DFR. Im Laufe der Jahre entstanden acht verschiedene Entwicklungsstufen des HB, die sich teilweise erheblich voneinander unterschieden. Der Cosworth HB war von 1989 bis 1994 im Einsatz. Nach anfänglichen Planungen sollte der Motor ausschließlich dem Benetton-Team zur Verfügung stehen, während Cosworths Kundengeschäft mit den alten DFR-Blöcken betrieben werden sollte. Tatsächlich hatte Benetton den HB nur 1989 und 1990 exklusiv. 1991 belieferte Cosworth zusätzlich das neu gegründete Jordan-Team mit HB-Motoren, während eine Reihe kleinerer Teams weiterhin DFR-Blöcke erhielten. Ab 1992 stellte Cosworth die DFR-Reihe ein und setzte das Kundengeschäft mit HB-Motoren fort. Kundenteams mit HB-Motoren waren Jordan (1991), Fondmetal (1992), Lotus (1992 und 1993), McLaren (1993), Minardi (1993 und 1994), Footwork (1994), Larrousse (1994) und Simtek (1994). Sie erhielten regelmäßig ältere Motorgenerationen als Benetton. Eine Ausnahme war das McLaren-Team, dessen Motoren sich ab Sommer 1993 auf dem gleichen Entwicklungsstand befanden wie die Benettons. Benetton und McLaren gewannen mit dem HB-Motor bis 1993 einige Weltmeisterschaftsläufe; bei den Kundenteams hingegen war der HB nur Lückenfüller, und 1994 galt er als „Motor der Armen“. Benetton ersetzte ihn 1994 durch den neu konstruierten EC.

### Cosworth EC und ECA (Zetec-R V8)

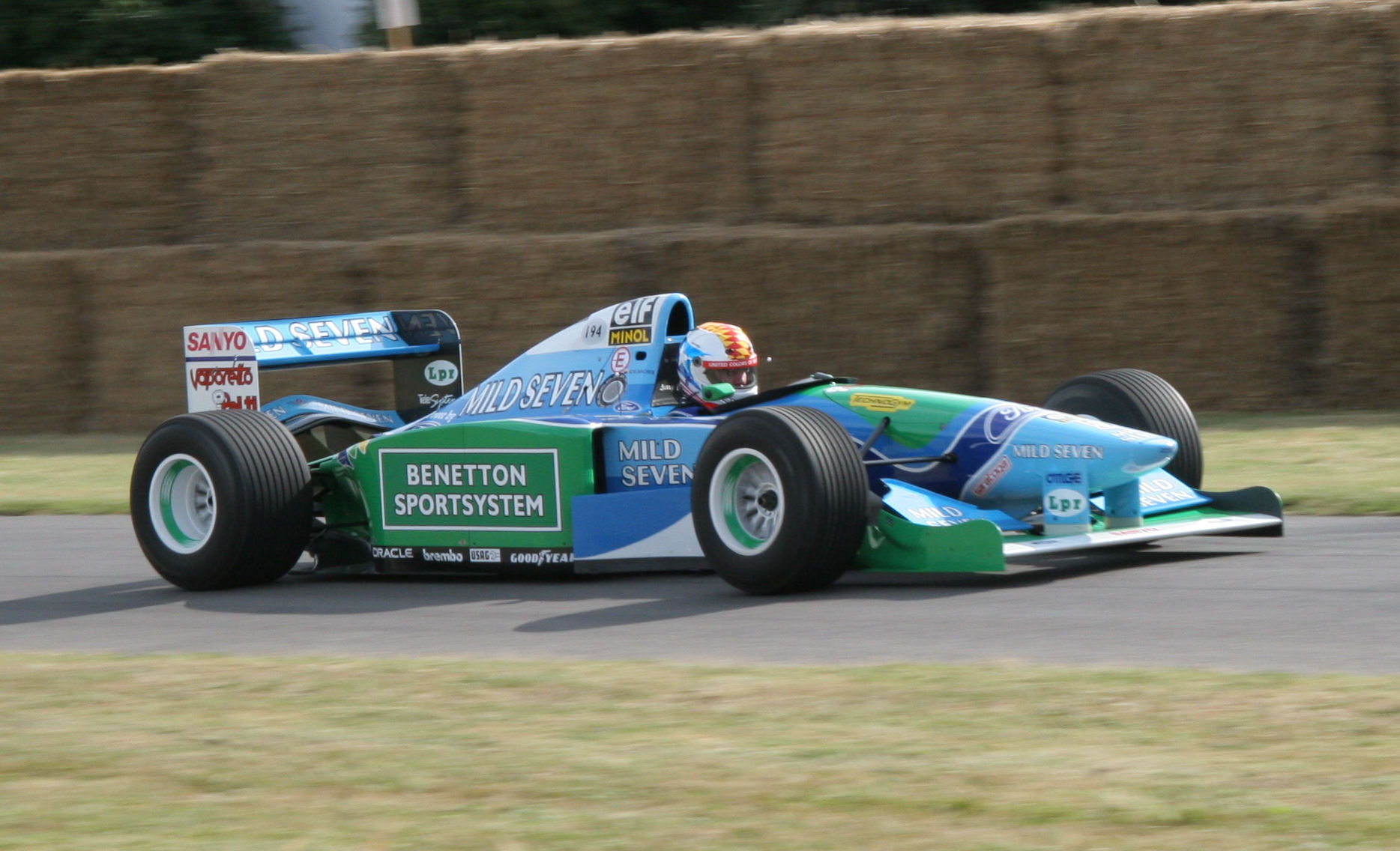
Gewinnt die Fahrerweltmeisterschaft: Benetton B194 mit EC-Motor

Seit 1991 arbeitete Cosworth an einem Nachfolger für die HB-Reihe. Anfängliche Überlegungen waren auf einen Zwölfzylindermotor gerichtet; entsprechende Pressemitteilungen wurden anlässlich des Großen Preises von Kanada 1991 verbreitet und bis ins Frühjahr 1992 hinein wiederholt. Nachdem Cosworth bereits mit Detailarbeiten begonnen hatte, wurde das Zwölfzylinderprojekt Ende 1992 überraschend aufgegeben. Der Nachfolger des HB war stattdessen wiederum ein Achtzylindermotor, der einige Detaillösungen des nicht realisierten V-12-Cosworth übernahm. Dazu gehörten – erstmals bei Cosworth – die Verwendung teurer Materialien wie Keramik, Titan und Magnesium-Kupfer-Nickel-Legierungen. Der neue Achtzylinder trug den werksinternen Code EC, wurde in der Öffentlichkeit aber aus Marketinggründen als Ford Zetec-R bezeichnet. Er erschien 1994 exklusiv bei Benetton. In seiner ursprünglichen Form als 3,5-Liter-Motor war er nur 1994 im Einsatz. Benetton-Pilot Michael Schumacher gewann mit ihm in diesem Jahr die Fahrerweltmeisterschaft. Einer Regeländerung folgend, konstruierte Cosworth in der zweiten Jahreshälfte 1994 für die Saison 1995 eine 3,0-Liter-Version des EC, der die werksinterne Bezeichnung ECA erhielt. Der ECA war – abgesehen von den inneren Abmessungen – weitgehend mit dem EC identisch, da die Zeit für die Konstruktion eines komplett neuen Motors nicht reichte. 1995 ging der ECA als Cosworth-Werksmotor exklusiv an Sauber. Eine Kundenversion des ECA gab es nach wie vor nicht; Kundenteams erhielten stattdessen den einfacheren und schwächeren Cosworth ED. Bei Sauber war der ECA weit weniger erfolgreich als die anfängliche EC-Version Benettons. Sauber erzielte nur 18 Punkte und lag am Saisonende auf Rang sieben der Konstrukteurswertung. 1996 ersetzte der neu konstruierte Zehnzylinder Cosworth JD den ECA in seiner Funktion als Werksmotor. Der ECA wurde auch danach nicht regulär als Kundenmotor angeboten; diese Rolle blieb bis 1997 dem ED vorbehalten. Gleichwohl ging der nicht weiterentwickelte ECA 1996 an Forti Corse und 1997 an das neu gegründete Lola-Werksteam. Beide Teams waren schlecht aufgestellt und scheiterten jeweils vor Saisonende, Lola bereits nach dem ersten Rennen.

### Cosworth ED
Von 1995 bis 1997 war der ED Cosworths reguläres Kundentriebwerk, das neben den Werksmotoren ECA (1995) bzw. JD (1996) und JV (1997) zum Einsatz kam. Der ED war ein herkömmlicher Achtzylinder-V-Motor, der aus dem HB-Block entwickelt worden war. Er übernahm einige Merkmale des EC, war mit ihm aber konzeptionell nicht verwandt. Der EC war in den Jahren 1995 bis 1997 der schwächste Motor des Feldes. Er wurde von Minardi (1995 und 1996), Forti (1995), Simtek (1995), Pacific (1995) und Tyrrell (1997) eingesetzt. In drei Jahren erzielten die Teams nur drei Weltmeisterschaftspunkte mit ihm. Mit Ablauf der Saison gab Cosworth das Achtzylinder-Konzept auch für den Bereich der Kundenmotoren auf; ab 1998 erhielten die Kundenteams ältere Zehnzylindermotoren.

### Die Zehnzylindermotoren
Seinen ersten Zehnzylindermotor entwickelte Cosworth zur Saison 1996, in der das intern mit JD bezeichnete und extern wiederum als Ford Zetec-R vermarktete Aggregat exklusiv beim Sauber-Team lief. Zahlreiche Defekte und Ausfälle ließen Sauber allerdings zurückfallen, es gab lediglich vier Zielankünfte in den Punkterängen. Einziger Podestplatz war Johnny Herberts Dritter Platz beim Großen Preis von Monaco 1996. Im Folgejahr lief als Weiterentwicklung ein mit VJ bezeichneter und ebenfalls als Ford Zetec-R beworbener Zehnzylinder exklusiv beim neu gegründeten Team Stewart Grand Prix, das zum Quasi-Werksteam avancieren sollte. Das neue Team konnte mit einigen spektakulären Rennen und dem zweiten Platz von Rubens Barrichello wiederum in Monaco Aufsehen erregen, fiel jedoch zumeist aus. 1998 erschienen nochmals die JD-Triebwerke bei Tyrrell und Minardi, blieben dort aber punktlos.
In der Saison 1999 verkündete Ford die Übernahme des Stewart-Teams, das im Folgejahr unter dem Namen Jaguar Racing an den Start gehen sollte. In der Saison 1999 debütierte deshalb bei Stewart die erste Generation des in den Folgejahren stetig weiterentwickelten Zehnzylinders CR, der zunächst weiterhin als „Ford“ beworben wurde und mit dem Stewart seine erfolgreichste Saison erlebte. Barrichello gelangen drei Podestplatzierungen, Johnny Herbert konnte beim Großen Preis von Europa den ersten Sieg für Cosworth bzw. Ford seit 1994 erringen. Jaguar konnte allerdings in den Folgejahren nicht an diese Erfolge anknüpfen, allerdings wurden hier die verwendeten Motoren tatsächlich als „Cosworth“ gemeldet.
In den Jahren von 1999 bis 2001 gingen zudem die alten VJ-Motoren bei Minardi erneut an den Start, wurden dort allerdings 2000 und 2001 jeweils nach Wunsch der Sponsoren als Fondmetal RV10 und European V10 bezeichnet und waren in beiden Fällen nicht konkurrenzfähig. Ab 2002 wurden Motoren der Reihe CR auch an Kundenteams weitergegeben: Arrows erhielt die in der Saison 2001 mit mäßigem Erfolg gelaufene Ausbaustufe CR-3 und konnte mit diesen Motoren gelegentlich punkten, allerdings gab das Team noch während der Saison auf. Die CR-3-Motoren erhielt in der Folgesaison 2003 Minardi.
Im selben Jahr kam auch Jordan als Kundenteam hinzu, das einen CR-4-Motor unter der Bezeichnung Ford RS verwendete und hiermit zwar in der Regel nicht konkurrenzfähig war, kurioserweise aber beim Großen Preis von Brasilien durch Giancarlo Fisichella den bislang letzten Sieg eines Cosworth-Motors markieren konnte. Im Folgejahr ließ die Leistung von Jordan wieder nach. Auch Jaguar und Minardi fuhren letztmals mit CR-Varianten.
Mit dem Ausstieg von Ford aus der Formel 1 zum Ende der Saison 2004 wurde Cosworth an die in der Champ-Car-Serie aktiven Kevin Kalkhoven und Gerald Forsythe verkauft. In der Saison 2005 fuhren die Teams Red Bull Racing und Minardi mit Cosworth-Motoren.

### Die neue Achtzylinder-Ära
Zur Saison 2006 wurde der Hubraum von Formel-1-Motoren auf 2,4 Liter und die Zylinderzahl auf acht begrenzt. Lediglich dem Minardi-Nachfolgeteam Scuderia Toro Rosso wurde als Ausnahme gestattet, 2006 aus finanziellen Gründen mit drehzahlreduzierten 3-Liter-V10-Motoren des Vorjahres antreten zu dürfen. Für dieses Jahr hatte Cosworth einen Vertrag mit dem Williams-Team abgeschlossen, das Team war mit dem eigens entwickelten CA2006-Motor aber weitestgehend erfolglos. Für die Folgesaison konnte Cosworth keinen Rennstall als Kunden gewinnen, so dass der Name vorübergehend aus der Königsklasse verschwand.
Erst 2010 kehrte Cosworth zurück, diesmal erneut bei Williams. Als Abnehmer für die neu entwickelten Motoren mit der Bezeichnung CA2010 konnten außerdem die neu zugelassenen Teams Hispania (HRT), Virgin und Lotus gewonnen werden, diese blieben jedoch im Gegensatz zu Williams allesamt punktlos. Da Williams allerdings mit der Motorleistung nicht zufrieden war, wechselte das Team zur Saison 2012 zu Renault. Hingegen blieben die übrigen Teams teils noch bis 2013 bei Cosworth, wenn auch unter anderen Namen (aus Lotus wurde Caterham, aus Virgin Marussia) und immer noch erfolglos. HRT trat hingegen schon 2013 nicht mehr an.
Eine weitere Änderung des Motorenreglements schrieb ab 2014 Turbo-Hybridmotoren vor. Da die Entwicklung der neuen V6-Motoren äußerst kostspielig gewesen wäre, beschloss Cosworth, keinen V6-Motor zu entwickeln und sich damit am Ende der Saison 2013 aus der Formel 1 zurückzuziehen.

### Liste der Cosworth Formel-1-Motoren
| Baureihe      | Zylinder | Hubraum in l | Bauform | Bohrung / Hub in mm | Leistung                                                                                    | Gewicht in kg | Einsatzzeit | Siege |
| ------------- | -------- | ------------ | ------- | ------------------- | ------------------------------------------------------------------------------------------- | ------------- | ----------- | ----- |
| DFV           | 8        | 3,0          | V 90°   | 85,7 / 64,8         | 405 PS bei 9.000 min−1 (1967) 485 PS bei 10.500 min−1 (1979) 500 PS bei 10.500 min−1 (1983) | 156           | 1967–1983   | 155   |
| DFY           | 8        | 3,0          | V 90°   | 90,0 / 58,8         | 510 PS bei 10.500 min−1 (1984)                                                              | 149           | 1982–1984   | 3     |
| GBA (Turbo)   | 6        | 1,5          | V 120°  |                     | 750–1000 PS                                                                                 |               | 1986–1987   | 0     |
| DFZ           | 8        | 3,5          | V 90°   | 90,0 / 86,8         | 560 PS (1987)                                                                               | 156           | 1987–1989   | 0     |
| DFR           | 8        | 3,5          | V 90°   |                     | 610 PS bei 11.000 min−1 (1989)                                                              |               | 1988–1989   | 1     |
| HB            | 8        | 3,5          | V 75°   | 96 / 60,4           | 640 PS bei 11.600 min−1 (1989) 730 PS bei 13.800 min−1 (1993)                               | 140           | 1989–1994   | 11    |
| VB            | 8        | 3,5          | V 70°   |                     |                                                                                             |               | 1991–1992   | 0     |
| EC (Zetec-R)  | 8        | 3,5          | V 75°   |                     | 750 PS bei 14.500 min−1                                                                     | 120           | 1994        | 8     |
| ECA (Zetec-R) | 8        | 3,0          | V 75°   | 99 / 48,6           | 625 PS bei 14.800 min−1                                                                     | 130           | 1995–1997   | 0     |
| ED            | 8        | 3,0          | V 75°   | 94 / 54             | 640 PS bei 15.000 min−1                                                                     | 122           | 1995–1997   | 0     |
| JD (Zetec-R)  | 10       | 3,0          | V 72°   | 91 / 46,1           | 710 PS bei 16.000 min−1                                                                     | 120           | 1996–1998   | 0     |
| CR-1/6        | 10       | 3,0          | V 72°   |                     | 850 PS bei 18.300 min−1 (2002)                                                              | 96            | 1999–2004   | 2     |
| TJ2005        | 10       | 3,0          | V 90°   |                     |                                                                                             |               | 2005–2006   | 0     |
| CA2006        | 8        | 2,4          | V 90°   |                     |                                                                                             | 95            | 2006        | 0     |
| CA2010–13     | 8        | 2,4          | V 90°   |                     | 730 PS bei 18.000 min−1 (2011) 750 PS (2012)                                                | 95            | 2010–13     | 0     |

Quellen:

## Sonstige Rennsportmotoren
Bekannt wurde die Firma Cosworth auch durch viele andere Motoren. Die meisten davon basieren auf einem Motorblock aus der Serienproduktion von Ford, für die bei Cosworth Vierventil-Zylinderköpfe entwickelt wurden.

### Cosworth MAE
Die Abkürzung MAE steht für Modified Anglia Engine. Hubraum 1000 cm³ Kentmotor mit geändertem Zylinderkopf  (ca. ab 1961)

### Cosworth SC-Serie
Single Cam Series A: Zylinderkopf mit obenliegender Nockenwelle (ab 1963)

### Cosworth FVA
Four Valve Series A: Zylinderkopf mit 2 obenliegenden Nockenwellen und 16 Ventilen auf der Basis des 1600-cm³-Kentmotors für den Lotus Cortina L (ab 1967)

### Cosworth DFW
Für die australisch-neuseeländische Tasman-Serie entwickelte Cosworth 1968 eine an das dortige Reglement angepasste Version des DFV. Dieser DFW genannte Motor hatte einen Hubraum von 2,5 Litern. Er konkurrierte mit den 5,0 Liter großen US-amerikanischen Achtzylindermotoren, die auf Großserienmotoren basierten und deutlich preiswerter als die britischen Konstruktionen waren. Da die Leistung des DFW kaum an die der amerikanischen 5,0-Liter-Maschinen herankam, konnte er sich in der Tasman-Serie nicht durchsetzen. In den Meisterschaften der Jahre 1970 und 1971 erschien jeweils nur ein Auto mit einem DFW-Motor. Es hatte keinen Einfluss auf die Meisterschaft.

### Cosworth DFX und DFS

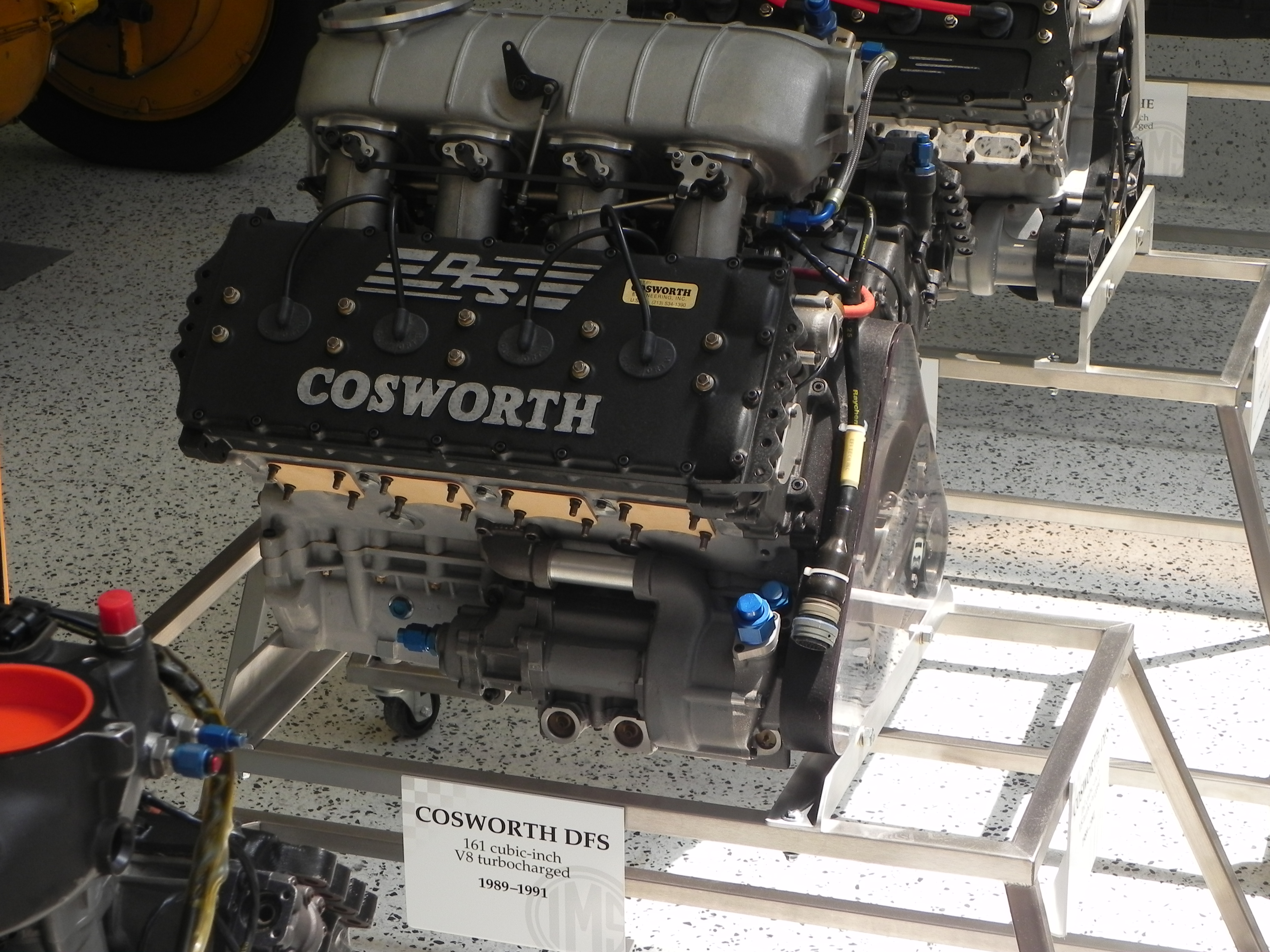
Cosworth DFS

Für die US-amerikanische CART-Serie entwickelte Cosworth eine 2,65 Liter große Version des DFV, die mit einem Turbolader versehen war. Er erhielt die Bezeichnung DFX, die letzten Exemplare wurden als DFS bezeichnet. Insgesamt entstanden 444 DFX-Blöcke (104 davon als Bausatz) sowie 13 DFS-Blöcke (6 davon als Bausatz).

### Cosworth DFL
Für Sportwagenrennen baute Cosworth insgesamt 36 als DFL bezeichnete Motoren mit 3,3 oder 3,6 Litern Hubraum. Einige reguläre DFV-Blöcke wurden später auf DFL-Dimensionen vergrößert. In der 3,5-Liter-Ära der Formel 1 setzten kleine Formel-1-Teams bei einzelnen Rennen DFL-Blöcke ein. Einige Quellen berichten unter anderem von einem DFL-Block in einem 1993er Minardi.

## Motoren für Serienfahrzeuge

### Ford
Seit dem großen Erfolg des durch Ford finanzierten Cosworth DFV für die Formel 1 in den späten 1960er Jahren gab es eine engere Zusammenarbeit zwischen Ford und Cosworth. Der BD-Motor war schon fertig entwickelt und wurde von Ford für den Escort RS1600 – und später den Escort RS1800 und den RS200 – zur Teilnahme an Rallyes verwendet. Der Cosworth YB wurde von Cosworth konzipiert und im Auftrag von Ford zur Serienreife weiterentwickelt. Deshalb tragen die Sierra RS Cosworth und die Escort RS Cosworth den Namen des Motorenentwicklers als Zusatz. Die Vierventil-Zylinderköpfe und der Nockenwellenantrieb des FB wurden wie auch der Zylinderkopf des Duratec-ST für den Ford Focus ST170 im Auftrag von Ford entwickelt.

#### BD

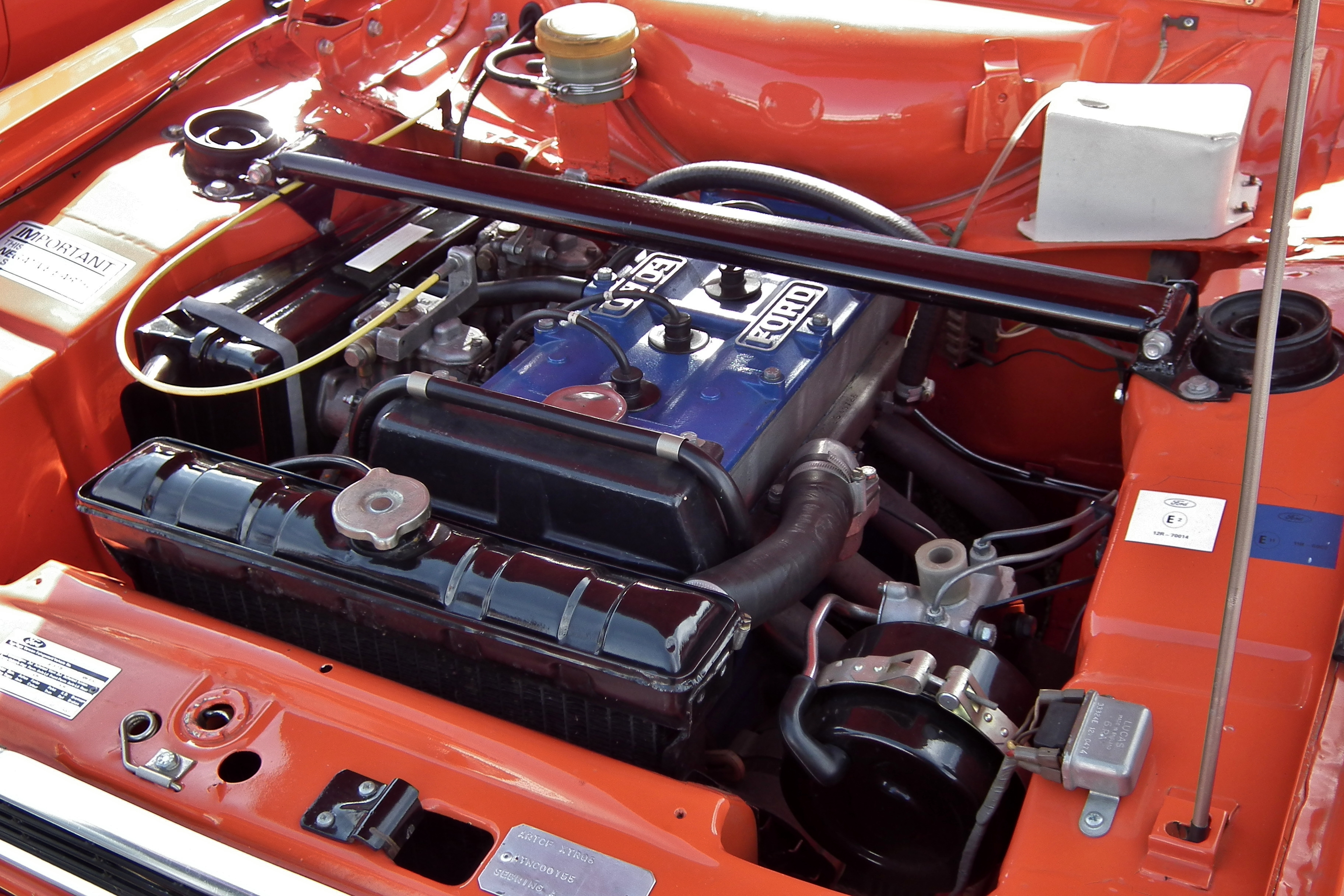
BDA-Motor in einem Ford Escort

BD steht für Belt Drive (engl. für Riemenantrieb), einen Zylinderkopf mit zwei obenliegenden Nockenwellen, 16 Ventilen und Zahnriemenantrieb (ab 1970) für den Motorblock des Kentmotors von Ford. Dieser Motor hat eine seitlich im Motorblock liegende, kettengetriebene Nockenwelle, Stößel, Stoßstangen und Kipphebel. Der Motorblock wurde geändert, um mit einem Zahnriemen die obenliegenden Nockenwellen des von Cosworth entwickelten Zylinderkopfes anzutreiben. Der Motor fand weite Verbreitung im Motorsport, in der Serienproduktion wurde er bei Ford für den Escort RS1600 (erste Baureihe, nur Vereinigtes Königreich), den Escort RS1800 (zweite Baureihe, ebenfalls nur Vereinigtes Königreich), und für den für die Gruppe B der Rallye-Weltmeisterschaft entwickelten Ford RS200 (hier als BDT mit 1803 cm³; T für Turbo) verwendet. Zuvor sollte er bereits im Ford Escort RS1700T (hier als BDT mit 1778 cm³) zum Einsatz kommen, allerdings wurde dieses Gruppe-B-Projekt von Ford vorzeitig wieder eingestellt. Mit dem RS1800 wurden Björn Waldegård 1979 und Ari Vatanen 1981 Rallye-Weltmeister. Der Hubraum des RS1800 wurde als BDG auf 2 Liter vergrößert, der Motor leistete so rund 180 kW (ca. 250 PS) bei 7.000 min−1. Der BD sollte außerdem während der Turbo-Ära in der Formel 1 den DFV ersetzen, erwies sich aufgrund der Konstruktion der thermischen Belastung und den hohen Drehzahlen nicht gewachsen. Zakspeed verwendete den Motor im Capri Turbo in der DRM und gewann damit ungezählte Laufsiege und die Meisterschaft mit Klaus Ludwig in der Saison 1981. Der mit einem Turbolader von Kühnle, Kopp & Kausch (KK&K) aufgeladene Motor leistete mit 1,8 Liter Hubraum 441 kW (600 PS) bei 9000 min−1. Weitere Versionen desselben Motors wurden unter den Kürzeln BDA, BDB, BDC, BDD, BDE, BDF, BDH, BDJ, BDM, BDN, BDR bis zum BDT-E (das angehängte E steht hier für die Evolutionsstufe des BDT, die von Ford statt für Rallye- für Rallycross-Einsätze mit 2137 cm³ Hubraum und über 600 PS Leistung nachträglich homologiert wurde) produziert.

#### YB

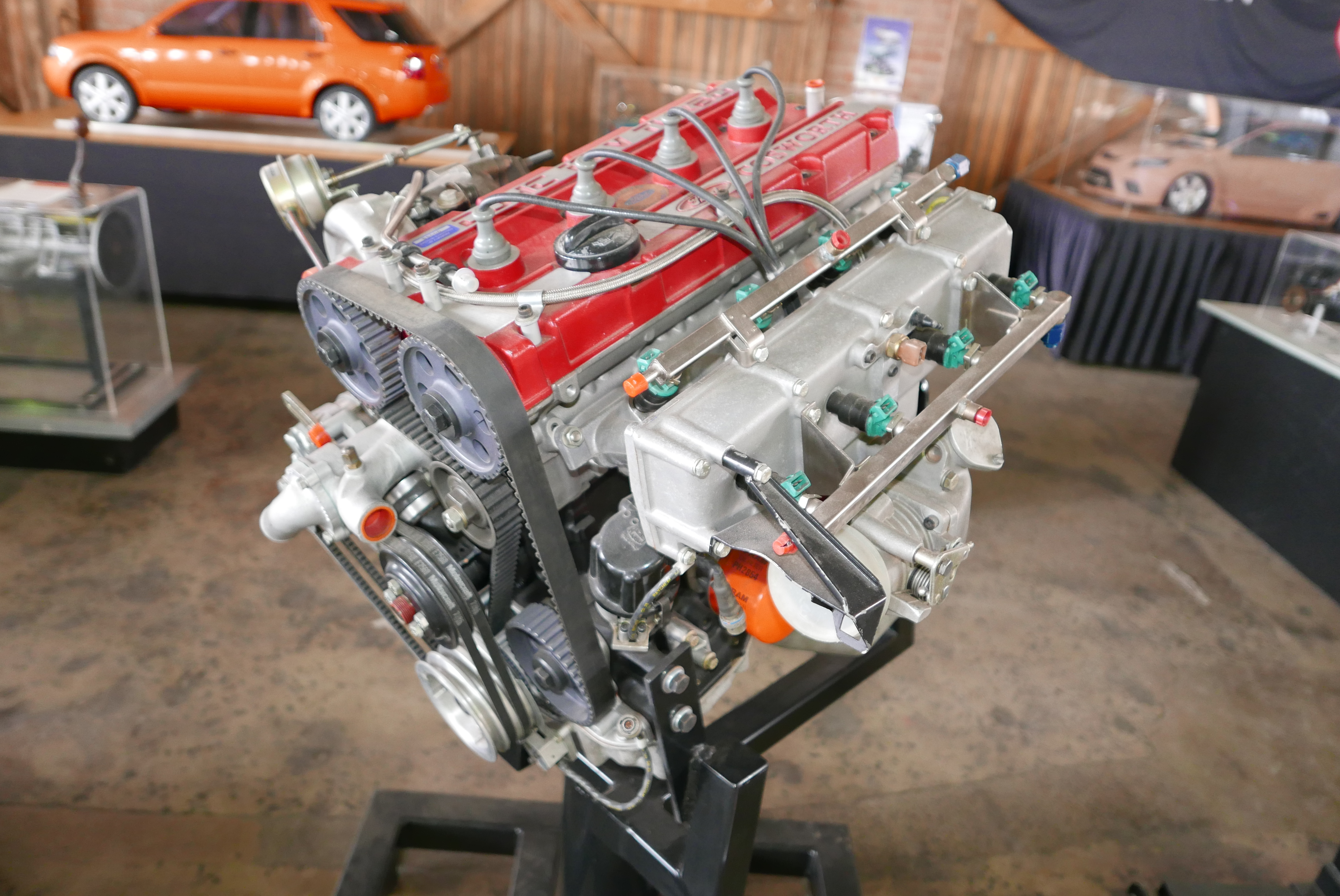
YBD-Motor des Ford Sierra RS500

Auf Basis des von Ford für den Pinto entwickelten 2,0-Liter-Motors mit obenliegender Nockenwelle entwickelte Cosworth zuerst in Eigenregie einen 16V-Zylinderkopf mit zwei obenliegenden Nockenwellen. Ford übernahm den Zylinderkopf im Hinblick auf die Motorsportaktivitäten mit dem Ford Sierra in der Rallye-Weltmeisterschaft und in diversen Tourenwagenmeisterschaften. Nach dem Motor für das Homologationsmodell Sierra RS Cosworth mit Garrett T3 Turbolader (Typ YBB, roter Ventildeckel) folgte der für Motorsportzwecke nochmals überarbeitete und auf 500 Stück limitierte Sierra RS500. Dieses Fahrzeug wurde von Tickford in Großbritannien umgebaut und war nur als Rechtslenker verfügbar (Typ YBD, roter Ventildeckel). Mit der zweiten Modellgeneration war der Sierra RS Cosworth nur noch als Stufenhecklimousine verfügbar, die Version mit Hinterradantrieb ohne Abgaskatalysator war auch noch mit dem YBB ausgerüstet, die allradgetriebene Version mit Katalysator und Lambdaregelung wurde mit leichten Modifikationen am Motor ausgeliefert (YBG, grüner Ventildeckel).
Der Escort RS Cosworth wurde zuerst auch noch mit dem YBG des Sierras ausgeliefert (allerdings mit blauem Ventildeckel), spätere Versionen erhielten einen nochmals überarbeiteten Motor (YBP, grauer Ventildeckel) mit dem kleineren T25-Turbolader von Garrett, auch bekannt als HTT-Cosworth. Das „HTT“ steht dabei für high torque turbo, was Turbo mit hohem Drehmoment bedeutet. Durch den kleineren Lader wurde das Ansprechverhalten verbessert und das Drehmoment lag bereits bei niedrigeren Drehzahlen an. Der YBP war als einziger Cosworth mit einer Ford-Einspritzanlage und einer Doppelfunkenzündung ausgerüstet, die restlichen Motoren erhielten alle eine Motorsteuerung von Weber-Marelli und einen kontaktlosen Zündverteiler. Die Modelle ohne Katalysator leisteten im Serienzustand 150 kW (204 PS), die Fahrzeuge mit Katalysator und Lambdaregelung 162 kW (220 PS), im Motorsport wurden in den 80er und 90er Jahren Leistungen von über 368 kW (500 PS) erreicht.
Die vom Hersteller eingesetzten Fahrzeuge waren in der Rallye-Weltmeisterschaft nur mäßig erfolgreich, mit den Sierra Cosworth 4x4 und Sierra RS500 hingegen wurden bei Rund- und Langstreckenrennen unzählige Rennsiege und nationale und internationale Meisterschaften erreicht. Größte Erfolge des Motors waren der Meistertitel in der DTM 1988 durch Klaus Ludwig sowie die Vizemeistertitel 1987 durch Manuel Reuter und 1989 durch Klaus Niedzwiedz. In der BTCC gewann Rob Gravett 1990 den Meistertitel. Beim 24-Stunden-Rennen auf dem Nürburgring gelang Klaus Ludwig, Klaus Niedzwiedz und Steve Soper 1987 ein Start-Ziel-Sieg auf einem Sierra Cosworth. Mit dem Escort RS Cosworth wurde François Delecour in der Rallye-Weltmeisterschaft 1993 Vizemeister, Carlos Sainz belegte 1996 und 1997 jeweils den dritten Platz in der Meisterschaftswertung.

#### FB

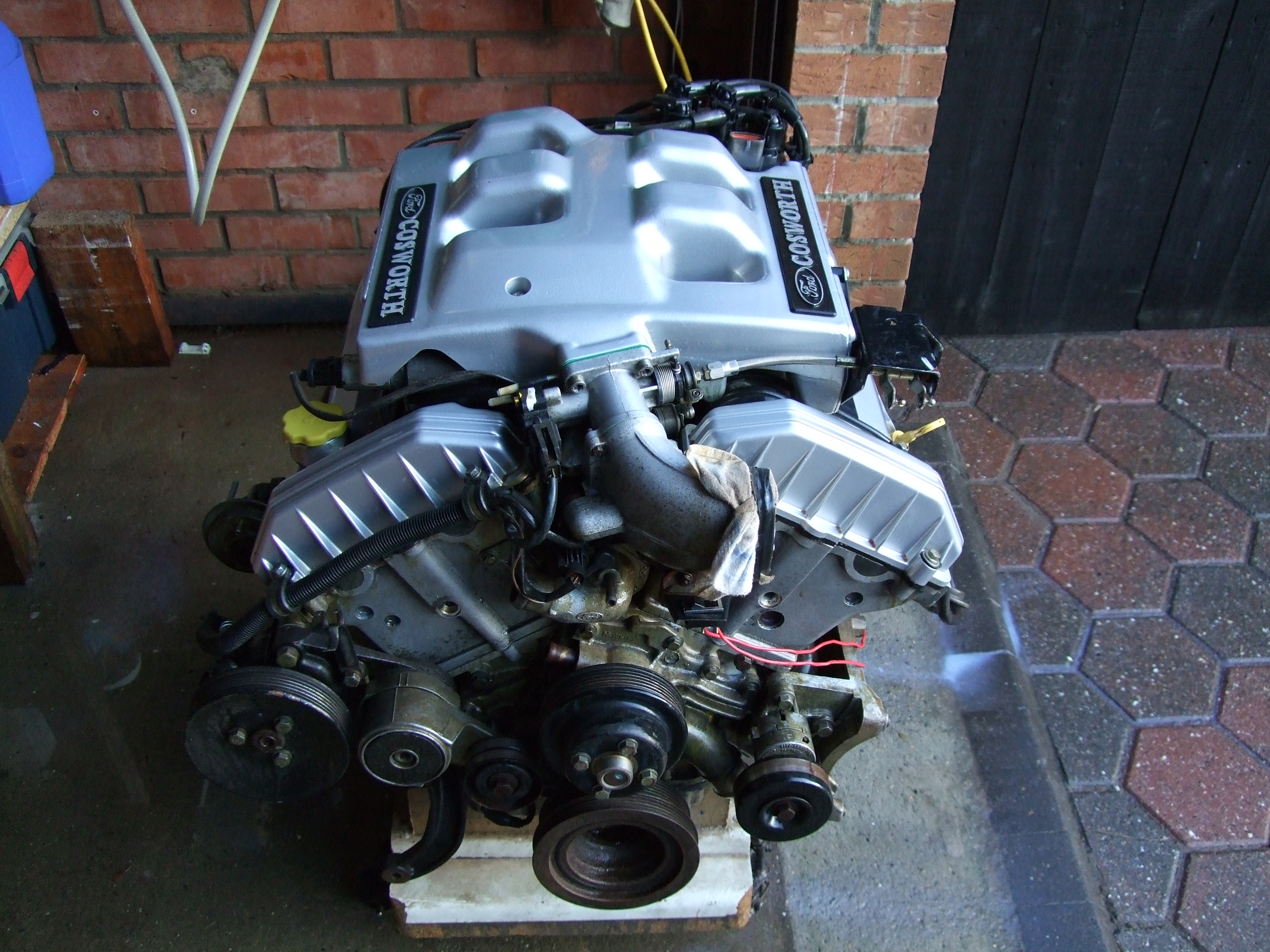
BOA-Motor aus einem Ford Scorpio

Für den 2,9-Liter-V6-Motor des Ford Scorpio wurden Vierventil-Zylinderköpfe entwickelt. Da das Fahrzeug in keinem Zusammenhang mit dem Motorsport stand, wurde auf den Zusatz Cosworth in der Typenbezeichnung verzichtet, die Fahrzeuge wurden als Scorpio 24V verkauft. Im ersten Scorpio leistete der FBA, der bei Ford die Typenbezeichnung BOA trug, 143 kW (195 PS). In der zweiten Modellreihe gab es den FBC, der bei Ford BOB hieß. Dieser Motor leistete 152 kW (207 PS). Die Fahrzeuge waren ausschließlich mit Automatikgetriebe verfügbar.

#### Duratec-ST
Für den Duratec-ST der Zeta-Motorenfamilie entwickelte Cosworth im Auftrag von Ford Anfang der 2000er Jahre einen neuen Zylinderkopf. Mit weiteren Teilen wie einer einlaßseitigen Nockenwellenverstellung, einem Schaltsaugrohr und einem Rohr-Fächerkrümmer konnte die Leistung des Zetec 16V mit 2,0 Liter Hubraum von 96 kW (130 PS) auf 127 kW (173 PS) gesteigert werden. Dieser Motor wurde nur im Ford Focus ST170 angeboten.

### Andere

#### KAA
Für den Rallyeeinsatz entwickelte Cosworth für den Opel Ascona B den 2,4-Liter-16V-Motor. Dieser kam im nach Gruppe-4-Reglement aufgebauten Ascona 400 zum Einsatz, mit dem Walter Röhrl 1982 die Rallye-Weltmeisterschaft gewann. Dieser Motor wurde auch im Manta 400 verbaut. Die Herstellung, Bearbeitung und der Zusammenbau der Zylinderköpfe erfolgte bei Cosworth.

#### KBA
An der Entwicklung des C20XE von Opel, einem im Kadett Anfang 1988 erstmals eingeführten 2,0-Liter-16V-Motor, war Cosworth mit beteiligt. Ob Cosworth wegen der langjährigen Erfahrung im Bau von Zylinderköpfen mit Vierventiltechnik und zwei obenliegenden Nockenwellen nur eine beratende Funktion hatte oder ob der komplette Zylinderkopf in Northampton entwickelt wurde, ist nicht bekannt. Der C20XE wurde bei Cosworth als KBA bezeichnet.

#### WAA
Anfang der 1980er Jahre entwickelte Cosworth für Mercedes-Benz einen 16V-Zylinderkopf für den M 102. Ursprünglich war der Zylinderkopf für ein Gruppe-B-Rallye- und Rennsportprojekt geplant, das jedoch nie umgesetzt wurde. Die Zylinderköpfe wurden überarbeitet und die Motoren gingen 1983 als 2,3-Liter-16V im Mercedes-Benz W 201 in Serie. Der Hubraum wurde später auf 2,5 Liter erhöht. Die Fahrzeuge wurden von Privatteams bereits 1985 in der Deutschen Produktionswagen-Meisterschaft – dem Vorläufer der Deutschen Tourenwagen-Meisterschaft – eingesetzt. Ab der Saison 1988 gingen die Wagen als Werksteams in der DTM an den Start, im Laufe der Saison 1989 erfolgte der Umstieg auf den größeren und leistungsstärkeren 2,5-Liter-Motor. Der Zylinderkopf des WAA ist der erste einteilige Zylinderkopf, der von Cosworth konstruiert wurde.

#### Singer
Für den seit 2009 arbeitenden kalifornischen Restomod-Anbieter Singer Vehicle Design arbeitet Cosworth die Porsche-Boxermotoren der Ursprungsfahrzeuge auf; dazu gehört auch eine Leistungssteigerung. Für das Singer 911 Carrera Coupé  wurde ein wassergekühlter Zylinderkopf mitentwickelt.